# Gaffney (Karolina Południowa)
Gaffney – miasto w Stanach Zjednoczonych w stanie Karolina Południowa w hrabstwie Cherokee. W 2010 roku liczba ludności miasta wynosiła 12 414. Siedziba administracyjna hrabstwa Cherokee.